# Kujići
 Kujići   (olaszul: Cuici) falu Horvátországban, Isztria megyében. Közigazgatásilag Marčanához tartozik.

## Fekvése
Az Isztria délkeleti részén, Pólától 22 km-re, községközpontjától 7 km-re északkeletre, a Pólából Labinba vezető főúttól keletre fekszik.

## Története
A települést 16. - 17. században a török elől Dalmáciából érkezett menekültek népesítették be. 1880-ban 49, 1910-ben 47 lakosa volt. Lakói főként mezőgazdaságból (gabona, szőlő és olajbogyó termesztés), valamint állattartásból  éltek. Az első világháború után a falu Olaszországhoz került. A második világháború után Jugoszlávia része lett. Jugoszlávia felbomlása után 1991-ben a független Horvátország része lett. 2011-ben a falunak 73 lakosa volt. Egyházilag sokáig a barbani plébánia káplánja látta el szolgálatát, 1988-tól az újonnan alapított hreljići plébániához tartozik.

## Lakosság
| Lakosság változása | Lakosság változása | Lakosság változása | Lakosság változása | Lakosság változása | Lakosság változása | Lakosság változása | Lakosság változása | Lakosság változása | Lakosság változása | Lakosság változása | Lakosság változása | Lakosság változása | Lakosság változása | Lakosság változása | Lakosság változása |
| ------------------ | ------------------ | ------------------ | ------------------ | ------------------ | ------------------ | ------------------ | ------------------ | ------------------ | ------------------ | ------------------ | ------------------ | ------------------ | ------------------ | ------------------ | ------------------ |
| 1857               | 1869               | 1880               | 1890               | 1900               | 1910               | 1921               | 1931               | 1948               | 1953               | 1961               | 1971               | 1981               | 1991               | 2001               | 2011               |
| 0                  | 0                  | 49                 | 39                 | 46                 | 47                 | 0                  | 0                  | 85                 | 95                 | 85                 | 83                 | 78                 | 85                 | 84                 | 73                 |